# یواس‌اس وستاور (آی‌دی-۲۸۶۷)
یواس‌اس وستاور (آی‌دی-۲۸۶۷) (به انگلیسی: USS Westover (ID-2867)) یک زیردریایی بود که طول آن ۴۲۳ فوت ۹ اینچ (۱۲۹٫۱۶ متر) بود. این زیردریایی در سال ۱۹۱۸ ساخته شد.